# Rdeči Kal (gmina Trebnje)
Rdeči Kal – wieś w Słowenii, w gminie Trebnje. W 2018 roku liczyła 82 mieszkańców.